# Bráulio (voleibolista)
 Bráulio José Vogt (Santa Cruz do Sul, 17 de junho de 1968) é um voleibolista indoor brasileiro,  que exerceu as posições  de  Central e Ponta em clubes nacionais e internacionais, e serviu a categoria de base da Seleção Brasileira e também a categoria adulto.Em clubes conquistou a medalha de prata no Campeonato Sul-Americano de Clubes de 1991 no Brasil e semifinalista na edição do Campeonato Mundial de Clubes de 1991 também em solo brasileiro.Disputou uma edição da Challenge Cup CEV.

## Carreira
Natural da cidade Santa Cruz do Sul, com apenas seis meses de vida  já migrava para Entre Rios, interior do Estado do Paraná, onde nasceram suas irmãs Sandra e Andréia. Com ele tinha 10 anos de idade, a família retornou para Santa Cruz do Sul, e no Colégio Santa Cruz, foi onde iniciava sua história com voleibol, chamando atenção de sua professora, com 12 anos já demonstrava potencial para assimilar os fundamentos e técnica.
Integrou as categorias de base do Ginástica/Santa Cruz e neste clube com apenas 15 anos já atuava no elenco adulto; e foi numa competição estadual que despertou o interesse da Sogipa, foi uma decisão difícil, pois, estava finalizando os estudos do nível médio, pois teria que ir para este clube na capital do Estado.Iniciou na posição de Central, também integrou as categorias de base da seleção,  integrando a seleção juvenil.
Ao final da temporada de 1986 recebeu uma proposta da Frangosul/RS, ainda com sede na cidade de Montenegro e por este em  1987 disputou o Circuito Nacional de Voleibol, sediado em São Paulo, e integrou a equipe que na época era considerada modesta e mesmo assim alcançou a quinta colocação entre todas as equipes profissionais do Brasil na ocasião e conquistou o título do Campeonato Gaúcho. Conquistou os títulos do Campeonato Gaúcho nos anos de 1988, 1989, 1990 e 1991.
Em 1990 foi convocado para Seleção Brasileira, categoria adulto, e disputou a edição do Goodwills Games em Seattle, ocasição que encerrou na sétima colocação. Na temporada 1990-91 atuou pela Frangosul/RS , cujo treinador foi Cilon Renato Orth, conquistou o vice-campeonato da Liga Nacional, competição equivalente na época a Superliga Brasileira A. Em 1991 conheceu sua  conterrânea e futura esposa Cristine Dahmer, pela Frangosul/Ginástica alcançou a medalha de prata no Campeonato Sul-Americano de Clubes de 1991 em Ribeirão Preto, Brasil e a quarta colocação no Campeonato Mundial de Clubes neste mesmo ano, disputado nas cidades de São Paulo e Porto Alegre.
Continuou sua carreira pelos clubes  paulistas: Telesp Clube, Sândalo/Franca, Rhodia Pirelli.Jogou pelo Nossa Caixa/Suzano e conquistou o título da Liga Nacional 1993-94.
Na temporada 1994-95 retornou a um clube gaúcho e passou a defender a Frangosul/Ginástica, foi campeão do Campeonato Gaúcho de 1994 e disputou a primeira edição da Superliga Brasileira A, na qual conquistou o inédito título nacional para o clube.
Em 1995 casa-se com Cristine Dahmer. Renovou com a Frangosul/Ginástica para temporada  1995-96 e alcançou o bronze na edição da correspondente Superliga Brasileira A.
Transferiu-se para o EC Banespa e competiu por este nas competições 1996-97, atuou como Central, conquistando na temporada o título da Supercopa dos Campeões.
Disputou a jornada esportiva 1997-98 pelo clube 1º de Maio/Philco, de Santo André, interior de São Paulo e defendeu a Superliga Brasileira A 1997-98 encerrando na oitava colocação.
No período esportivo 1998-99 assinou contrato com a Ulbra/Pepsi, como seu clube foi convidado para disputar o Campeonato Carioca de 1998, alcançou o vice-campeonato, ainda em 1998 foi campeão do Torneio Euromash na França e do Torneio Saarbrucken na Alemanha, também da Copa Sul e disputou a Superliga Brasileira 1998-99 conquistando seu terceiro título nacional em sua trajetória.
Em 1999 nasce Bruna , sua primeira filha. Renovou o contrato com a Ulbra/Pepsi sagrou-se campeão do Campeonato Gaúcho de 1999 e disputou a Superliga Brasileira A 1999-00.
Transferiu-se para o Unisul/Pierry Sport e disputou as competições da jornada esportiva 2000-01 e conquistou a medalha de ouro para a cidade de  Florianópolis que há trinta e sete anos não obtinha tal resultado e disputou mais uma edição da Superliga Brasileira A 2000-01 e ficou com o bronze na edição.
Transferiu-se no período esportivo 2001-02 para o Bento Gonçalves/RS, quando obteve a prata do Campeonato Gaúcho de 2001 e vice-campeão da Copa Brasil no mesmo ano e disputou a correspondente Superliga Brasileira A encerrando em décimo primeiro lugar.
Retornou para equipe da Unisul/SC na temporada seguinte, disputou a Superliga Brasileira A 2002-03 avançando a mais uma final nacional em seu currículo, finalizando com o vice-campeonato.
Foi contratado pelo Banespa/Mastercard/São Bernardo para o período esportivo 2003-04,sendo  semifinalista do Campeonato Paulista de 2003
e no mesmo ano foi bronze nos Jogos Abertos do Interior , estes realizados em Santos, e por este clube competiu na Superliga Brasileira A correspondente , alcançando o quinto lugar nesta edição, ao final foi homenageado como um dos atletas que disputou dez edições da Superliga Brasileira A, fazendo parte da história desta competição.
Em 2004 nascia Pedro, seu segundo filho, já amadurecia a aposentadoria. E foi contratado pelo time gaúcho da  UCS/Colombo e encerrou na décima colocação na referente Superliga Brasileira.
Quando decidiu parar para se dedicar a família, aos 37 anos recebe uma proposta do voleibol estrangeiro, recebeu uma proposta para atuar no Chipre, mas não celebrou o contrato, e recebeu uma proposta do voleibol espanhol e atuou na posição de Ponta pelo
Numancia Caja Duero/Soria, conquistando o bronze na Copa do Rei da Espanha, o vice-campeonato da Supercopa da Espanha, além do vice-campeonato na Superliga Espanhola  A2005-06. Ainda nesta temporada reforçou o time na disputa a Challenge CEV 2005-06, na época com nome Copa CEV, sofrendo eliminação nas quartas de final.
Recebeu propostas para permanecer no voleibol espanhol, mas decidiu parar definitivamente sua carreira de 21 anos dedicados a modalidade.Encontrou um novo ramo profissional, o de empresário, em sociedade com sua esposa  possui uma Livraria e Cafeteria chamada Iluminura, em Santa Cruz do Sul, onde reside com sua família.

## Títulos e resultados
- Campeonato Mundial de Clubes:1991[8]
- Superliga Brasileira A: 1993-94,[10] 1994-95,[10] 1998-99[20]
- Superliga Brasileira A: 1990-91,[6] 1996-97,[14] 2002-03[34]
- Superliga Brasileira A:1995-96, 2000-01[29]
- Superliga Brasileira A:1999-00[22]
- Superliga Espanhola A:2005-06[47]
- Supercopa dos Campeões:1996-97[13]
- Supercopa da Espanha:2005-06[45]
- Copa de S.M. Rei da Espanha:2005-06[44]
- Copa Brasil:2001[2]
- Campeonato Gaúcho:1987,[4] 1988, 1989, 1990, 1991,1994
- Campeonato Gaúcho:2001
- Campeonato Carioca:1998[18]
- Copa Sul:1998[2]
- Euromash:1998[2]
- Torneio Saarbrucken:1998[2]
- Jasc:2000[25]
- Jogos Abertos do Interior de São Paulo:2003[37]

## Premiações individuais
- Prêmio CBV 10 anos de Superliga Brasileira[39]